# Gunung Tuan
Gunung Tuan är ett berg i Indonesien.   Det ligger i provinsen Aceh, i den västra delen av landet, 1 500 km nordväst om huvudstaden Jakarta. Toppen på Gunung Tuan är 488 meter över havet, eller 177 meter över den omgivande terrängen. Bredden vid basen är 1,3 km.
Terrängen runt Gunung Tuan är varierad. Havet är nära Gunung Tuan åt sydväst. Runt Gunung Tuan är det ganska glesbefolkat, med 30 invånare per kvadratkilometer. I omgivningarna runt Gunung Tuan växer i huvudsak städsegrön lövskog.